# Otto Möhwald

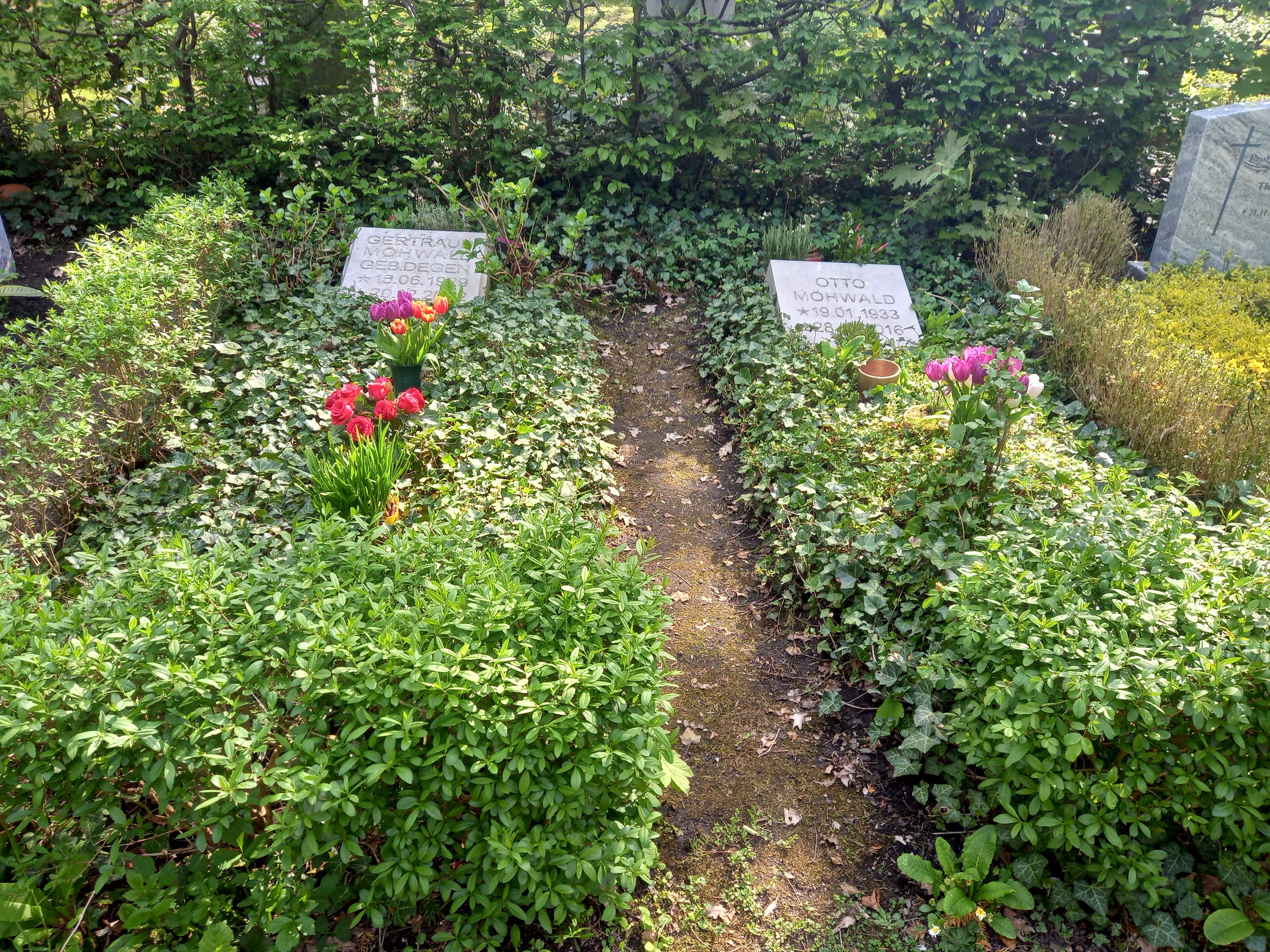
Das Grab von Otto Möhwald und seiner Ehefrau Gertraud geborene Degen auf dem Friedhof Kröllwitz in Halle

Otto Möhwald (* 19. Januar 1933 in Krausebauden, Tschechoslowakei; † 28. Oktober 2016 in Halle (Saale)) war ein deutscher Maler und Grafiker.

## Leben und Wirken
Möhwald wuchs in der Familie eines Holzfällers im Riesengebirge auf. In der Folge des Zweiten Weltkriegs wurde die Familie 1945 vertreiben und kam in die Sowjetische Besatzungszone nach Uftrungen. Dort absolvierte Möhwald bis 1948 die Grundschule. Danach arbeitete er bis 1950 als Hilfskraft in einem Malerbetrieb. Er machte erste künstlerische Malversuche und lernte Bernhard Langer kennen, der ihm dabei half. Von 1950 und 1954 studierte er am Institut für Künstlerische Werkgestaltung Burg Giebichenstein in Halle (Saale), unter anderem bei Ulrich Knispel, Erwin Hahs, Lothar Zitzmann und Kurt Bunge. Danach arbeitet er als freischaffender Künstler. Er war mit Herbert Kitzel befreundet. Zur Sicherung des Lebensunterhalts arbeitete Möhwald neben seiner künstlerischen Tätigkeit von 1954 bis 1956 als Zeichenlehrer an der Burg Giebichenstein. 1956 wurde eine Ausstellung in der Moritzburg nach spontanem Protest einer Gruppe kunstverständiger Proletarier vorzeitig abgebrochen, wohl wegen der zahlreichen freizügigen Akte und „weil er nichts zur Verherrlichung des Sozialismus beigetragen hatte“. Daraufhin musste Möhwald sein Amt an der Burg aufgeben und – gemeinsam mit dem Malerkollegen Albert Ebert – für die folgenden Jahre „von seiner Hände Arbeit leben“. Er arbeitete als Erdarbeiter, Entroster, Messegrafiker und Anstreicher, u. a. 1958 in der Brikettfabrik Pfännerhall in Braunsbedra. Von 1959 bis 1962 war er als Gebrauchs- und Messegrafiker angestellt. Danach konnte er gänzlich freischaffend tätig sein. 1959 unternahm er eine Studienreise in die UdSSR und 1965 nach Prag.
Von 1963 bis 1970 führte er gemeinsam mit seiner Frau Bauaufträge für baubezogene Kunst aus. 1969 unternahm Möhwald erste Versuche in der Lithographie in der Druckwerkstatt von Helmut Brade in Halle (Saale). Seit 1972 beschäftigte er sich ausschließlich mit Malerei und Grafik und konnte er damit seinen Lebensunterhalt bestreiten. Seit 1976 lag sein Wirkens- und Schaffensschwerpunkt mehr und mehr in der Lithographie, wobei er anfangs unter der Anleitung von Meinolf Splett druckte. Ab 1978 hatte er gemeinsam mit Uwe Pfeifer, Fotis Zaprasis und Gerd Weickard (* 1949) eine eigene Druckwerkstatt, die bis 1991 bestand.
Von 1991 bis 1998 war Möhwald Lehrbeauftragter für Malerei an der Burg Giebichenstein Hochschule für Kunst und Design Halle (Saale). 1995 erhielt er die Professur für Malerei. Bis 1999 war er Leiter der Malklasse an der Burg Giebichenstein. Danach hatte er bis 2000 weitere Lehraufträge.
Möhwald war ab 1952 mit der Keramikerin und Bildhauerin Gertraud geb. Degen verheiratet. Ihr Sohn Martin Möhwald (* 1954) wurde ein erfolgreicher Keramiker. Ihr Enkel ist der Schriftsteller Clemens Meyer.
Möhwald starb bei einem Verkehrsunfall.

## Mitgliedschaften
- 1956 bis 1990: Verband Bildender Künstler der DDR, ab 1984 Mitglied der Zentralen Grafikgruppe
- 1990 bis 1994: Künstlersonderbund in Deutschland.

## Ehrungen
- 1980: Kritikerpreis im Wettbewerb „100 ausgewählte Grafiken“
- 1983: Händelpreis des Bezirkes Halle
- 1987: Kunstpreis der DDR
- 2007: Kunstpreis des Landes Sachsen-Anhalt
- 2011: Kunstpreis der Stadt Halle

## Museen und öffentliche Sammlungen mit Werken Möhwalds (unvollständig)
- Berlin: Neue Nationalgalerie[6]
- Gera: Otto-Dix-Haus
- Magdeburg: Kulturhistorisches Museum
- Zeitz: Museum Schloss Moritzburg[7]

## Werke (Auswahl)
Die stetig wiederkehrenden Motive von Möhwalds Malereien waren Mauern im weitesten Sinne, Interieurs und weibliche Akte.
- 1985: Liegender weiblicher Akt mit angezogenen Beinen[8]
- 1989: Felsenufer der Saale, Lithografie[3]
- 1989: Häusergruppe, Lithografie[3]
- 1989: Interieur, Lithografie[3]
- 1989: Liegender Akt auf Bett, Lithografie[3]
- 1989: Rückenakt, Lithografie[3]
- 1989: Rückenakt, durch Tür gehend, Lithografie[3]
- 1992: Häusergruppe mit Baum[9]
- 1993: Sitzender Rückenakt[9]
- 1998: Häuser in Halle, Aquarell
- 1998: Liegende auf dem Bett[10]
- 2007: Die Rosenstrasse[10]
- 2008: Flur Interieur[10]
- 2008: Häuserzeile[10]
- 2008: Blick ins Atelier[10]

### Mappen-Editionen (Auswahl)
- 1989: 6. Druck der Berliner Graphikpresse (Zehn Lithographien; mit einem Text von Fritz Rudolf Fries)[11]

## Ausstellungen
Möhwald hatte eine große Zahl von Einzelausstellungen und Ausstellungsbeteiligungen, in der DDR u. a. 1958 an der Vierten Deutschen Kunstausstellung und von 1967 bis 1988 an der VI. bis X. der Kunstausstellung der DDR in Dresden.

### Einzelausstellungen nach der deutschen Wiedervereinigung (unvollständig)
- 1999: Berlin, Galerie am Wasserturm[9]
- 2009: Halle (Saale), Villa Kobe[10]